# Zelu
José Luis García Pérez (Jerez de la Frontera, Cádiz, el 21 de enero de 1996), conocido como Zelu, es un futbolista español. Juega en la posición de extremo y su equipo es el Xerez CD de la Segunda Federación.

## Trayectoria
Formado en las categorías inferiores del Sevilla F. C., en la temporada 2015-16 llegó libre al Marbella F. C. para jugar en la Segunda División B tras abandonar el juvenil sevillista. 
En verano de 2016 firmó por el Málaga C. F. para jugar en las filas del Atlético Malagueño. En el mercado de invierno llegó cedido al San Fernando C. D. En 2017, tras rescindir su contrato con el club, firmó con la U. D. Melilla. 
En verano de 2018 firmó con el Cordobá C. F., que lo cedió durante una temporada a la Cultural Leonesa. Durante la primera vuelta de la temporada 2019-20, regresó al Córdoba C. F. y en enero de 2020 fue cedido a la Unión Deportiva Logroñés. La temporada acabó con el ascenso a la Segunda División tras vencer por penaltis en la eliminatoria por el ascenso frente al C. D. Castellón.
Tras conseguir el ascenso, según las condiciones de cesión de su contrato, automáticamente rescindió su contrato con el Córdoba C. F. y se convirtió en jugador en propiedad de la Unión Deportiva Logroñés. A mediados de agosto de 2021, después de haber jugado un año en Segunda División, llegó al C. D. Badajoz.
En agosto de 2023 firmaría por el Othellos Athienou F. C. de la Primera División de Chipre tras terminar contrato con el Badajoz. Tras jugar media temporada en el conjunto chipriota, en enero de 2024 quedó libre.
El 17 de enero fichó por el Atlético Sanluqueño de la Primera Federación.  En este equipo completó la temporada antes de unirse la siguiente al R. C. Recreativo de Huelva.
Para la temporada 2025-26, y antes de oficializarse su salida del Recreativo de Huelva, el Xerez CD anunció la incorporación de Zelu, quien regresó a su ciudad natal para defender los colores del club de su tierra.

## Clubes
| Club                        | País   | Año       |
| --------------------------- | ------ | --------- |
| Marbella F. C.              | España | 2015-2016 |
| Atlético Malagueño          | España | 2016-2017 |
| San Fernando C. D. (cedido) | España | 2017      |
| U. D. Melilla               | España | 2017-2018 |
| Córdoba C. F.               | España | 2018-2020 |
| Cultural Leonesa (cedido)   | España | 2018-2019 |
| U. D. Logroñés (cedido)     | España | 2020      |
| U. D. Logroñés              | España | 2020-2021 |
| C. D. Badajoz               | España | 2021-2023 |
| Othellos Athienou F. C.     | Chipre | 2023-2024 |
| Atlético Sanluqueño C. F.   | España | 2024      |
| R. C. Recreativo de Huelva  | España | 2024-2025 |
| Xerez C. D.                 | España | 2025-     |